# Pasquale Viespoli
Pasquale Viespoli (nascido a 19 de janeiro de 1955) é um político italiano que serviu como prefeito de Benevento (1993–2001), deputado (2001–2006), subsecretário de Estado (2001–2006, 2008–2010) e senador (2006–2013).